# Maria van Pallaes

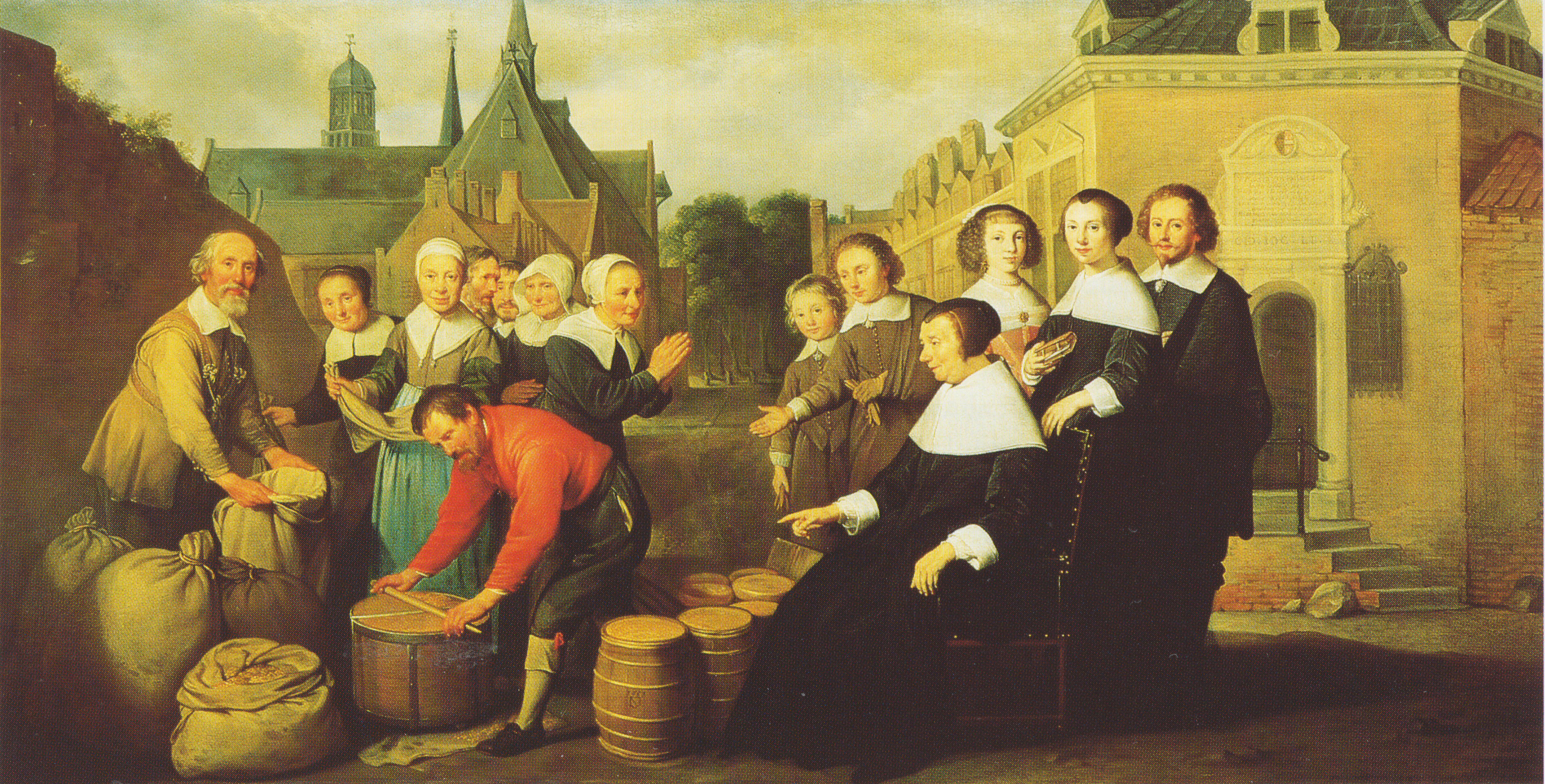
Hendrick Bloemaert, Uitdeling aan de armen door Maria van Pallaes (1657)

Maria van Pallaes (Utrecht, 1587 – Utrecht, 23 oktober 1664) was de stichteres van de fundatie van Maria van Pallaes in Utrecht. 
Maria van Pallaes was een dochter van Lubbert Jansz. van Pallaes (overleden in 1610) en Maria Johansdr. van Reede (overleden in 1649). 

## Huwelijk
Maria van Pallaes trouwde op 11 januari 1606 in Utrecht met Hendrick van Schroyesteijn, advocaat bij het Hof van Utrecht. Ze woonden onder meer in de Snippenvlucht en het Oudkerkhof. Uit hun huwelijk werden vier zoons en twee dochters geboren. Maria van Pallaes overleefde haar echtgenoot (overleden in 1630) en haar zes kinderloze kinderen. 

## Testament

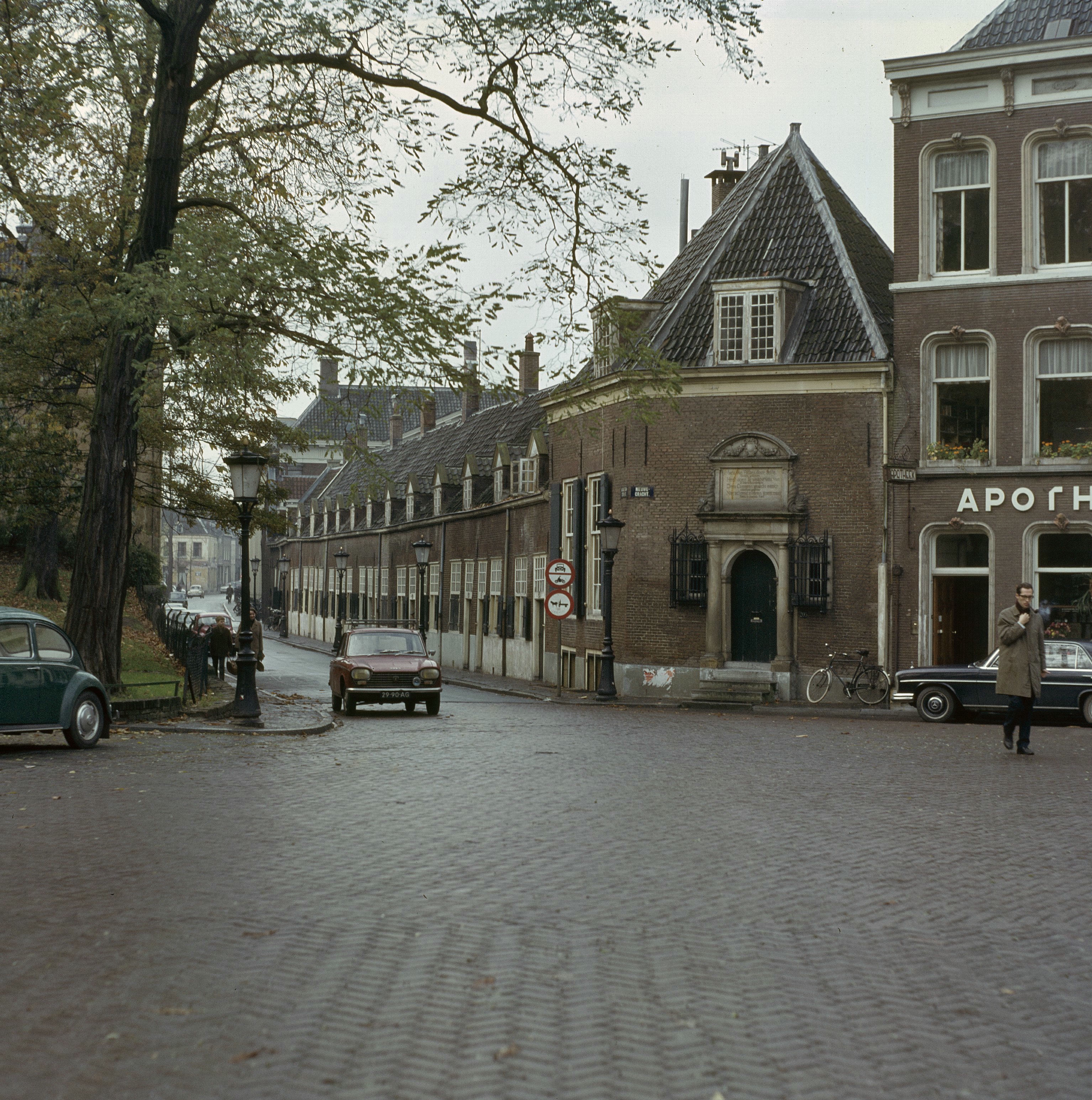
Kameren Maria van Pallaes aan de Agnietenstraat en Nieuwegracht

Aangezien Maria van Pallaes geen kleinkinderen had, besloot zij haar vermogen aan de armenzorg te besteden. In haar testament van 1656 nam zij bepalingen op inzake het beheer van een huis en twaalf kameren (Kameren Maria van Pallaes) aan de noordzijde van de Agnietenstraat, bestemd voor de bewoning door arme mensen. De opbrengst van het onroerend goed dat zij bezat diende te worden gebruikt voor het onderhoud van het huis en de kameren en voor de jaarlijkse uitdeling van preuves aan de bewoners. In de jaren daarna maakte ze nog diverse codicillen.

## Kunstwerken
De Utrechtse kunstschilder Hendrick Bloemaert vervaardigde in 1657 een schilderij, de 'Uitdeling aan de armen door Maria van Pallaes', waarin zij ter hoogte van de Kameren Maria van Pallaes zit te midden van haar overleden kinderen Livinius, Hendrick, Margaretha, Adriana en Lubbertus. Het schilderij bevindt zich in de collectie van het Centraal Museum in Utrecht.
In 2015 werd nabij de Kameren Maria van Pallaes een lantaarnconsole onthuld ter ere van deze Utrechtse weldoenster.